# Anne Le Nen
Pour les articles homonymes, voir Anne (homonymie) et Nen (homonymie).
Cet article possède un paronyme, voir Anne Le Ny.
 (novembre 2023).
Si vous disposez d'ouvrages ou d'articles de référence ou si vous connaissez des sites web de qualité traitant du thème abordé ici, merci de compléter l'article en donnant les références utiles à sa vérifiabilité et en les liant à la section « Notes et références ».
Anne Le Nen, née le 25 septembre 1971 à Arras, est une actrice française.

## Biographie

### Jeunesse et études
Anne Le Nen naît à Arras dans le Pas-de-Calais, puis grandit à Libreville au Gabon. Elle obtient un baccalauréat scientifique, puis intègre la prépa maths sup au lycée Fénelon de Paris, avant d’entreprendre une licence en sciences économiques[réf. nécessaire].

### Activités artistiques et sportives
À 18 ans, elle est repérée par le couturier Ted Lapidus, pour qui elle devient mannequin. Elle travaille ensuite dans le domaine de la production de spectacles au Casino de Paris, puis pour le producteur Gilbert Coullier.
Passionnée d'art martiaux, elle est également instructrice diplômée de krav-maga.
En 2008, elle tourne une série de vidéos DVD intitulé Petit Kit de survie pour femmes urbaines, un apprentissage en autodéfense destinée aux femmes agressées.

### Carrière d'actrice
Elle commence une carrière d'actrice par des apparitions dans les films Musée haut, musée bas de Jean-Michel Ribes, Le Bal des actrices de Maïwenn en 2009, Mon père est une femme de ménage de Saphia Azzeddine en 2010 et dans le téléfilm Mourir d'aimer en 2009.
En 2010, l'agent artistique Dominique Besnehard l'encourage à devenir comédienne en s'inscrivant à des cours de comédie[réf. nécessaire]. Elle obtient alors le rôle principal de Léa Hyppolyte, capitaine de police de la série policière Antigone 34 de France 2. En 2014, elle donne la réplique à Muriel Robin dans le second épisode Le Secret de Manta Corridor du téléfilm Passage du désir de Jérôme Foulon sur France 2.

### Vie privée
Depuis 2006, elle vit en couple avec la comédienne et humoriste Muriel Robin. Elles se sont pacsées en 2009, puis se sont mariées le 20 février 2021 à Rueil-Malmaison.

## Filmographie

### Cinéma
- 2008 : Musée haut, musée bas de Jean-Michel Ribes
- 2009 : Le Bal des actrices de Maïwenn : une élève au cours de théâtre
- 2010 : Mon père est femme de ménage de Saphia Azzeddine : la professeure
- 2015 : Papa ou maman de Martin Bourboulon : la monitrice de Krav-Maga
- 2019 : Des gens bien de Bruno Lopez : Rose (également productrice du film)

### Télévision
- 2009 : Mourir d'aimer, téléfilm de Josée Dayan : Mademoiselle Duchesne
- 2012 : Passage du désir, téléfilm de Jérôme Foulon (épisode  2 : Le secret de Manta Corridor) : Ingrid Diesel
- 2012 : Antigone 34, série télévisée (6 épisodes), de Louis-Pascal Couvelaire : Léa Hippolyte
- 2013 : Y'a pas d'âge, série télévisée de Jérôme Foulon (épisode 32 : ... pour s'engager en politique) : Donnassieux
- 2013 : Platane, série télévisée de Carlos de Fonseca (épisode La fois où il a travaillé avec Fifity Cents) : la doctoresse à la clinique
- 2014 : Doc Veto, série télévisée de Stéphane Gillot
- 2016 : Vénération, série télévisée  de Marjory Déjardin
- 2020 : I love you coiffure, téléfilm de Muriel Robin : Françoise (sketch L'Addition)
- 2020 : Astrid et Raphaëlle, série télévisée (saison 1, épisode 7 : L'Homme qui n'existait pas de Frédéric Berthe) : Daphnée Simoni
- 2021 : Le Grand Restaurant : Réouverture après travaux, série télévisée de Romuald Boulanger : Isabelle
- 2022 : Ils s'aiment...enfin presque !, téléfilm d'Hervé Brami : Kristen
- depuis 2023 : Master Crimes, série télévisée de Marwen Abdallah : capitaine Barbara Delandre
- 2024 : Panique au 31 de Gaël Leforestier : Anne

### Vidéo
- 2008 : Petit kit de survie pour femmes urbaines (DVD d’apprentissage d'autodéfense destinée aux femmes agressées)